# Askholmens naturreservat
Askholmen är ett naturreservat i Eskilstuna kommun förvaltat av Länsstyrelsen i Södermanlands län. Reservatet ligger omkring 4 kilometer öster om Kvicksundsbron och utgör en area på 116,3 hektar. Askholmens naturreservat ingår i nätverket Natura 2000. Internationella naturvårdsunionen klassificerar Askholmen under kategori IV - habitat/artskyddsområde.